# Attila Szalai
Attila Árpád Szalai, född 20 januari 1998 i Budapest, är en ungersk fotbollsspelare som spelar för SC Freiburg, på lån från TSG Hoffenheim. Han representerar även Ungerns fotbollslandslag.

## Karriär
Den 24 juli 2023 värvades Szalai av tyska TSG Hoffenheim, där han skrev på ett fyraårskontrakt. Den 21 januari 2024 lånades Szalai ut till SC Freiburg på ett låneavtal över resten av säsongen 2023/2024.